# Сталелитейные заводы в Хунедоаре
Сталелитейные заводы в Хунедоаре — официально Аркелор-Миттал Хунедоара, ранее — Металлургический завод Хунедоара (рум. Uzinele de Fier Hunedoara), Хунедоарский сталелитейный комбинат (Combinatul Siderurgic Hunedoara), металлургическое предприятие Хунедоара (Siderurgica Hunedoara), Миттал-сталь, — металлургическое предприятие в Трансильвании, город Хунедоара, Румыния.

## История

### Основание
Основание предприятия обусловлено несколькими факторами. Развитие технологий во второй половине XIX века, увеличение потребления металла производством новой техники, большие потребности в металле Австро-Венгерской армии, строительство железных дорог, расширение рынка потребителей металлопроката, в том числе промышленных предприятий Трансильвании.
Строительство начато в августе 1882 года: заложены две доменные печи высотой 14,4 м и объёмом 110 кубометров. Третья доменная печь с производительностью до 50 тонн в сутки, заложена в 1884 году; четвёртая, с производительностью 10-150 тонн в сутки — в 1885-м, пятая, с производительностью 80-150 тонн в сутки — в 1903-м. Первые три использовали уголь, последние две — кокс.
Железная руда добывалась в Гелари, в 16 км от завода и доставлялась по подвесной дороге, построенной одновременно с первой доменной печью.
Увеличение производства чугуна вызвало повышение потребления руды, производство которой также открылось в Пояна-Рускэ. Первоначально руда добывалась карьерным способом в Гелари. В 1881 году была открыта там же ещё и шахта для добычи руды. Поскольку пропускная способность подвесной дороги была недостаточной, а увеличить её сколь-нибудь серьёзно было невозможно, была построена 16-километровая узкоколейная железная дорога Гелари-Хунедоара (также известная как Трансильванская узкоколейка). Для поставки угля был построен 18-километровый фуникулёр Гелари-Бетрина, использовавшийся также для транспортировки известняка (последний также перевозился из близлежащего карьера с использованием гужевой тяги).
Официальное открытие завода состоялось 12 июня 1884 года. В мае следующего года вступила в строй вторая доменная печь, и в скором времени Хунедоара стала центром металлургической промышленности.
Начиная с 1886 года предпринимались попытки производства стали из чугуна в Хунедоаре с использованием новой технологии. До этого чугун отправлялся на сталелитейные заводы в Куджир, Подбрезов и Диошдьер, однако с неудовлетворительным техническим и экономическим результатом.
Эксперименты в Хунедоаре поначалу оказались неудачными из-за недостатков экспериментального оборудования. После переоборудования в 1887 году была предпринята новая попытка, однако оборудование было уничтожено пожаром в том же 1887 году, из-за чего литейный цех и экспериментальный бессемеровский конвертер пришлось перестраивать вновь после всего полугода работы.
После ввода в строй третьей домны в 1890 году снова встал вопрос о производстве стали, на этот раз (в 1892 году) были открыты две 12-тонные мартеновские печи и два конвертера Бессемера. Четвёртая домна с объёмом 288 м³, через месяц после ввода в строй в августе 1895 года, позволила выйти на плановый уровень 109 тонн в день.

### Межвоенный период
В 1918 году Трансильвания была присоединена к Румынии и в течение года завод перешёл в распоряжение румынского правительства. После 1920 завод назывался «Металлургический завод Хунедоара» (рум. Uzinele de Fier Hunedoara, UFH) и продолжал работать как центр металлургической промышленности, перерабатывая значительные объёмы сырья — от добывающих предприятий в Гелари, Ваду Добрий, Араниеш и др. В состав холдинга входили пять доменных печей производили 119 000 тонн чугуна в год, сталелитейный завод с годовой производительностью 1500 тонн, кузница с двумя паровыми молотами, цех по переработке, способный подготовить более 500 тонн заготовок для ковки ежегодно, карьер по добыче известняка Бунила и цех, способный производить до 1,2 млн кирпичей ежегодно, а также несколько заводов, поставляющих уголь для доменных печей, комплекс из доменной и мартеновской печей со сталелитейным производством в Гвеждия, гидроэлектростанция, фуникулёр и т. п.
Начиная с 1926 года инженеры и экономисты комплекса настаивали на максимальном увеличении объёмов производства. Так, к примеру, предложенный в 1926 году одним из инспекторов шахты в Валле Жиу план предлагал максимизацию объёмов производства при одновременном повышении степени очистки металла, с использованием обновлённого усовершенствованного оборудования.
В период между 1937 и 1940 гг. был построен современный прокатный цех с использованием оборудования, поставленного из Германии: 4 печи Сименс-Мартен, с отоплением от 6 газогенераторов, с полной загрузкой до 25 тонн каждая, позволяющие выплавлять до 90 000 тонн стали в год. В производстве использовалось до 25 % металлического лома, и для перемешивания материала имелось устройство вместительностью до 200 тонн расплавленного чугуна; Дуговая плавильная печь с разовой загрузкой 5 тонн, использовавшаяся для производства специальных легированных сталей с присадками алюминия и вольфрама, с производительностью до 6000 тонн в год; Цех с ямами для отливки; семь кранов: два 50-тонных, один 3-тонный, один 7,5-тонный с электромагнитным захватом, два 7,5-тонных консольных и один с механизмом захвата, позволяющим транспортировку готовых отливок.